# Geras

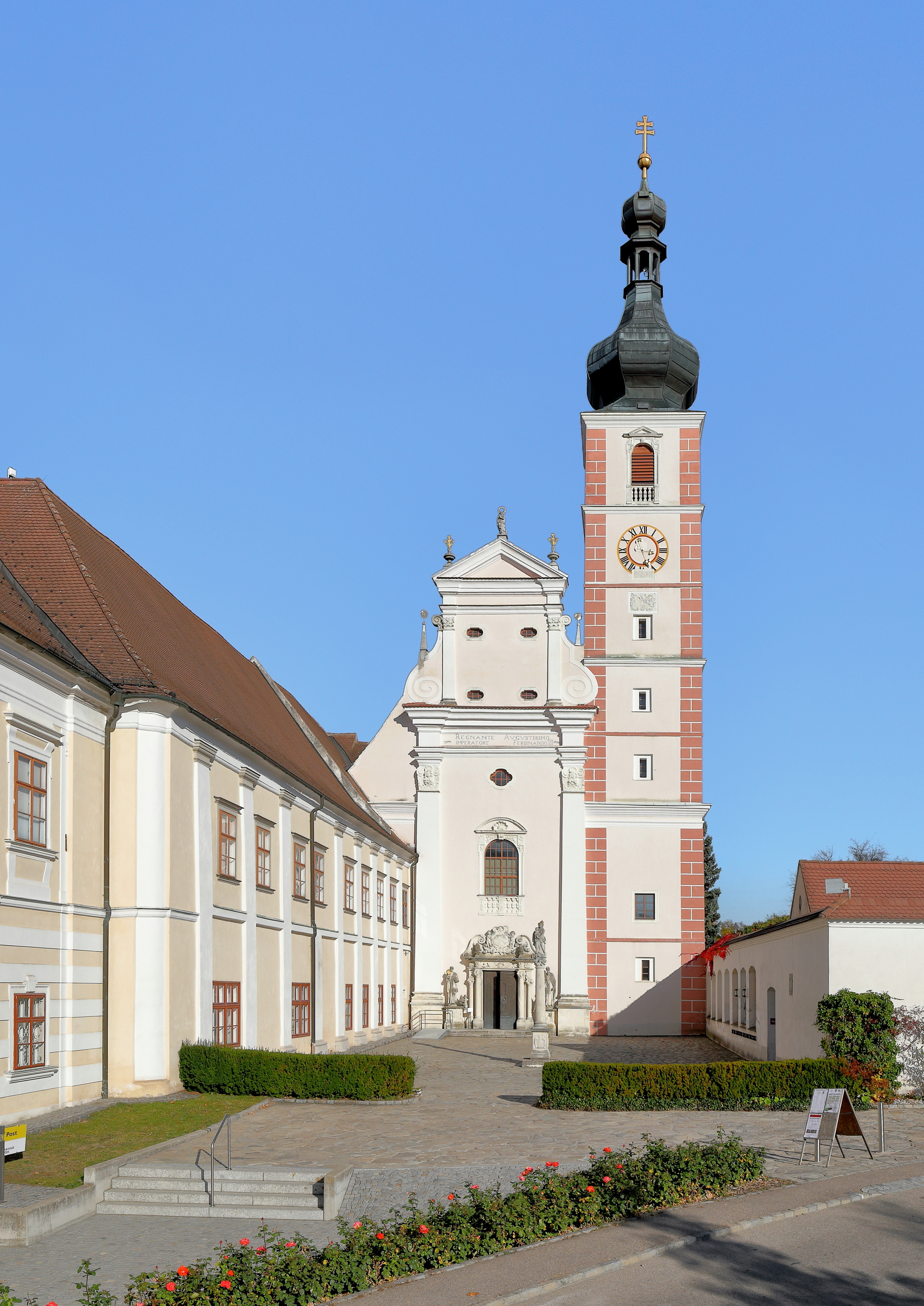
Klostret i Geras.

Geras är en stadskommun i i distriktet Horn i det österrikiska förbundslandet Niederösterreich. Staden är belägen cirka 20 kilometer norr om distriktshuvudorten Horn. 
Geras tillkomst och historia är knuten till klostret Geras som grundades 1153. Orten fick stadsrättigheter 1928.

## Orter
Kommunen består av tolv orter (Ortschaften) (inom parentes invånarantal 1 januari 2024):

- Dallein (140)
- Fugnitz (40)
- Geras (433)
- Goggitsch (129)
- Harth (69)
- Hötzelsdorf (160)
- Kottaun (73)
- Pfaffenreith (22)
- Purgstall (39)
- Schirmannsreith (45)
- Sieghartsreith (80)
- Trautmannsdorf (44)